# Zygorhynchus macrocarpus
Zygorhynchus macrocarpus är en svampart som beskrevs av Y. Ling 1930. Zygorhynchus macrocarpus ingår i släktet Zygorhynchus och familjen Mucoraceae.   Inga underarter finns listade i Catalogue of Life.